# Jan Posthuma
Jan Marcus Posthuma (Dokkum, 11 giugno 1963) è un ex pallavolista olandese.